# 日本云雀
日本云雀（学名：Alauda japonica），是百灵科云雀属的一种，是全面迁徙的候鸟，为俄罗斯和日本的特有种。该物种的保护状况被评为无危。
日本云雀的栖息地包括温带草原、多岩石的海岸、潮池、牧草地、沙滩、沙洲、沙嘴、耕地、盐沼、湿地、温带疏灌丛和多卵石或砾石的海岸。